# فيليب بيفكوفسكي
فيليب بيفكوفسكي (بالسويدية: Filip Pivkovski)‏ (31 يناير 1994 بمالمو في السويد - ) هو مدرب كرة قدم ولاعب كرة قدم سويدي في مركز جناح ‏. شارك مع منتخب السويد تحت 16 سنة لكرة القدم ومنتخب السويد تحت 17 سنة لكرة القدم ومنتخب السويد تحت 18 سنة لكرة القدم ومنتخب السويد تحت 19 سنة لكرة القدم ومنتخب مقدونيا تحت 21 سنة لكرة القدم. أما مع النوادي، فقد لعب مع نادي مالمو ونادي نوردشيلاند ونادي نوفارا ونادي هكن ونادي لاندسكرونا ‏.

## وصلات خارجية
- فيليب بيفكوفسكي على موقع الاتحاد الأوربي (الإنجليزية)
- فيليب بيفكوفسكي على موقع اتحاد السويد (السويدية)
- فيليب بيفكوفسكي على موقع قاعدة بيانات كرة القدم.إي يو (الإنجليزية)
- فيليب بيفكوفسكي على موقع ليكيب (الفرنسية)
- فيليب بيفكوفسكي على موقع Soccerway.com (الإنجليزية)
- فيليب بيفكوفسكي على موقع عالم كرة القدم.نت (الإنجليزية)